# American Empress
Die American Empress ist ein 2003 als Empress of the North in Dienst gestelltes Flusskreuzfahrtschiff, das von der US-amerikanischen Reederei American Queen Voyages auf Routen auf dem Columbia River und dem Snake River in den Vereinigten Staaten eingesetzt wird.

## Geschichte
Das Schiff wurde von Nichols Brothers Boat Builders in Freeland, Washington, für die American West Steamboat Company, aus der später die Majestic America Line hervorging, gebaut. Es wurde am 7. August 2003 abgeliefert. In den Sommermonaten verkehrte das Schiff auf der Inside Passage nach Alaska, im Frühjahr und Herbst wurde es auf dem Columbia River und seinen Nebenflüssen Snake River und Willamette River eingesetzt.
Am 14. Mai 2007 lief das Schiff bei Juneau in Alaska auf einen Felsen und wurde schwer beschädigt. Der Unfall hatte erhebliche finanzielle Folgen und führte zu einem Ansehensverlust für die Reederei und letztlich dazu, dass Majestic America Line Ende 2008 den Betrieb einstellte. Das Schiff lag in der Folge auf.
2013 wurde das Schiff an die American Queen Steamboat Company verkauft und in American Empress umbenannt. Die Reederei ließ das Schiff generalüberholen und stellte es 2014 wieder in Dienst.

## Technische Daten und Ausstattung
Das Schiff verfügt über einen dieselelektrischen Antrieb. Für die Stromerzeugung stehen vier von Caterpillar-Dieselmotoren des Typs 3516B angetriebene Generatoren zur Verfügung. Das Rad am Heck des Schiffes wird von einem General-Electric-Elektromotor mit 1000 PS Leistung angetrieben. Neben dem Rad am Heck stehen im Heckbereich zwei von General-Electric-Elektromotoren mit jeweils 2000 PS Leistung angetriebene Schottel-Propellergondeln zur Verfügung, die dem Schiff eine gute Manövrierfähigkeit verleihen. Weiterhin steht ein ebenfalls von einem General-Electric-Elektromotor mit 1000 PS Leistung angetriebenes Schottel-Bugstrahlruder zur Verfügung, das als Wasserstrahlantrieb ausgelegt ist. Im Normalbetrieb reichen drei der Dieselaggregate für den Betrieb des Schiffes aus.
Das Schiff verfügt über vier Decks mit Einrichtungen für die Passagiere. Alle der 112 Passagierkabinen, die sich über die vier Passagierdecks verteilen, verfügen über Fenster und einen Balkon. Es gibt einen großzügig gestalteten Speisesaal, der mit Polstersesseln, Kronleuchtern und vergoldeten Säulen ausgestaltet ist, mit Grill und Bars. Im Inneren das Schiff sind Kunstwerke der Ureinwohner Alaskas, aus der Zeit des Goldrauschs und der goldenen Ära der Raddampferschifffahrt ausgestellt. Die luxuriösen Passagiersuiten sind mit Badezimmer, Flachbild-TV, Safe ausgestattet. Der Zugang zum Schiff erfolgt über eine herunterklappbare Gangway am Bug.